# Трішки вагітна
«Трішки вагі́тна», або «Тро́шки вагі́тна»(англ. Knocked Up) — американська комедійна драма режисера, продюсера і сценариста Джадда Апатоу, що вийшла 2007 року. У головних ролях Сет Роґен, Кетрін Гейґл, Пол Радд.
Продюсерами також були Шона Робертсон і Клейтон Таунсенд. Вперше фільм продемонстрували 12 березня 2007 року у США на кінофестивалі «На північ через північний захід».
В Україні у кінопрокаті фільм прем'єра фільму відбулася 2 серпня 2007 року. Переклад й озвучення українською мовою було виконано студією «Так Треба Продакшн».

## Сюжет
Бен Стоун безробітній і безтурботний чоловік, що час від часу підробляє на порносайті. Елісон Скотт амбітна журналістка, що працює на телебаченні. Вони зустрілись у нічному клубі і гарно повеселились. Через декілька місяців Елісон повідомляє Бену, що вона вагітна.

## У ролях
| Актор          | Персонаж       | Роль                             |
| -------------- | -------------- | -------------------------------- |
| Сет Роґен      | Бен Стоун      | безробітній                      |
| Кетрін Гейґл   | Елісон Скотт   | журналістка на телебаченні       |
| Леслі Манн     | Деббі Скотт    | сестра Елісон                    |
| Пол Радд       | Піт            | чоловік Деббі                    |
| Мод Апатоу     | Седі           | старша донька Деббі та Піта      |
| Айріс Апатоу   | Шарлотта       | молодша донька Деббі та Піта     |
| Джейсон Сігел  | Джейсон        | друг Бена                        |
| Джей Барушель  | Джей           | друг Бена                        |
| Джона Гілл     | Джона          | друг Бена                        |
| Мартін Старр   | Мартін         | друг Бена                        |
| Гарольд Реміс  | Гарріс Стоун   | батько Бена                      |
| Джоана Кернс   | Місіс Скот     | мати Елісон та Деббі             |
| Алан Тьюдік    | Джек           | керівник телеканалу, босс Елісон |
| Крістен Віг    | Джилл          | асистентка Джека                 |
| Білл Гейдер    | Брент          | друг Елісон                      |
| Кен Джонг      | Куні           | доктор                           |
| Адам Скотт     | Самуел         | медбрат                          |
| Крейг Робінсон | Крейг          | викидайло                        |
| Стормі Деніелс | Стормі         | танцівниця                       |
| Джессіка Альба | Джессіка Альба | камео                            |

## Сприйняття

### Критика
Фільм отримав позитивні відгуки: Rotten Tomatoes дав оцінку 91 % на основі 233 відгуків від критиків (середня оцінка 7,7/10) і 83 % від глядачів із середньою оцінкою 3,8/5 (2,078,324 голоси). Загалом на сайті фільм має позитивний рейтинг, фільму зарахований «стиглий помідор» від кінокритиків і «попкорн» від глядачів, Internet Movie Database — 7,1/10 (234 425 голосів), Metacritic — 85/100 (38 відгуків критиків) і 6,7/10 від глядачів (484 голоси). Загалом на цьому ресурсі від критиків і від глядачів фільм отримав позитивні відгуки.

### Касові збори
Під час показу в Україні, що стартував 2 серпня 2007 року, протягом першого тижня фільм показали у 74 кінотеатрах і він зібрав 277,192 $, що на той час дозволило йому зайняти 1 місце серед усіх прем'єр. Показ протривав 7 тижнів і завершився 16 вересня 2007 року, за цей час стрічка зібрала 669,938 $. Із цим показником стрчіка зайняла 24 місце в українському кінопрокаті 2007 року.
Під час показу у США, що розпочався 1 червня 2007 року, протягом першого тижня фільм показали у 2,871 кінотеатрах і він зібрав 30,690,990 $, що на той час дозволило йому зайняти 2 місце серед усіх прем'єр. За час показу фільм зібрав у прокаті у США 148,768,917  доларів США (за іншими даними 148,761,765 $), а у решті країн 70,307,601 $ (за іншими даними 70,392,725 $), тобто загалом 219,076,518 $ (за іншими даними 219,154,490 $) при бюджеті 30 млн $ (27,5 млн $).

### Нагороди і номінації
| Номінації і перемоги фільму «Трошки вагітна» | Номінації і перемоги фільму «Трошки вагітна» | Номінації і перемоги фільму «Трошки вагітна»            | Номінації і перемоги фільму «Трошки вагітна»   | Номінації і перемоги фільму «Трошки вагітна» |
| Рік                                          | Нагорода                                     | Категорія                                               | Номінант                                       | Результат                                    |
| -------------------------------------------- | -------------------------------------------- | ------------------------------------------------------- | ---------------------------------------------- | -------------------------------------------- |
| 2007                                         | Асоціація кінокритиків Остіна                | Найкращий фільм                                         | стрічка                                        | Номінація                                    |
| 2007                                         | Асоціація кінокритиків Чикаго                | Найкраща актриса другого плану                          | Леслі Манн                                     | Номінація                                    |
| 2007                                         | Satellite Awards                             | Найкраща актриса у художньому фільмі, комедія чи мюзикл | Кетрін Гейґл                                   | Номінація                                    |
| 2007                                         | Satellite Awards                             | Найкращий актор у художньому фільмі, комедія чи мюзикл  | Сет Роґен                                      | Номінація                                    |
| 2007                                         | Satellite Awards                             | Найкраща художній фільм, комедія чи мюзикл              | стрічка                                        | Номінація                                    |
| 2007                                         | Teen Choice Awards                           | Вибір фільму: комедія                                   | стрічка                                        | Перемога                                     |
| 2007                                         | Teen Choice Awards                           | Вибір фільму: Hissy Fit                                 | Раян Сікрест                                   | Перемога                                     |
| 2007                                         | Teen Choice Awards                           | Вибір актриси фільму: комедія                           | Кетрін Гейґл                                   | Номінація                                    |
| 2007                                         | Teen Choice Awards                           | Вибір фільму: хімія                                     | Сет Роґен, Пол Радд                            | Номінація                                    |
| 2008                                         | AFI Awards                                   | Фільм року                                              | Джадд Апатоу, Шона Робертсон, Клейтон Таунсенд | Перемога                                     |
| 2008                                         | Broadcast Film Critics Association Awards    | Найкраща кінокомедія                                    | стрічка                                        | Номінація                                    |
| 2008                                         | Empire Awards                                | Найкраща актриса                                        | Кетрін Гейґл                                   | Номінація                                    |
| 2008                                         | Empire Awards                                | Найкраща комедія                                        | стрічка                                        | Номінація                                    |
| 2008                                         | MTV Movie Awards                             | Найкраще виконання                                      | Кетрін Гейґл                                   | Номінація                                    |
| 2008                                         | MTV Movie Awards                             | Найкращий прорив року                                   | Сет Роґен                                      | Номінація                                    |
| 2008                                         | MTV Movie Awards                             | Найкраще комедійне виконання                            | Сет Роґен                                      | Номінація                                    |
| 2008                                         | People's Choice Awards                       | Улюблена кінокомедія                                    | стрічка                                        | Перемога                                     |
| 2008                                         | Премія Гільдії сценаристів США               | Найкращий оригінальний сценарій                         | Джадд Апатоу                                   | Номінація                                    |

### Виноски
1. 1 2 3  Knocked Up: Release Info (англ.). Internet Movie Database. Процитовано 27 січня 2014.
2. 1 2  Трішки вагітна (англ.). Kino-teatr.ua. Процитовано 27 січня 2014.
3. 1 2 3 4 5 6  Knocked Up (англ.). Box Office Mojo. Процитовано 27 січня 2014.
4. 1 2 3 4 5 6  Knocked Up (англ.). The Numbers. Процитовано 27 січня 2014.
5. 1 2  Knocked Up (англ.). Internet Movie Database. Процитовано 27 січня 2014.
6. ↑  Knocked Up (англ.). Allmovie. Процитовано 27 січня 2014.
7. ↑  Державне агентство України з питань кіно - Knocked Upp - Прокатні посвідчення (архів)
8. ↑  Фільм "Трошки вагітна" ("Knocked Up") - MEGOGO (ua) , процитовано 24 жовтня 2022
9. ↑  Knocked Up: Full Cast & Crew (англ.). Internet Movie Database. Процитовано 27 січня 2014.
10. ↑  Knocked Up (англ.). Rotten Tomatoes. Процитовано 27 січня 2014.
11. ↑  Knocked Up (англ.). Metacritic. Процитовано 27 січня 2014.
12. ↑  Knocked Up — Ukraine Weekend Box Office (англ.). Box Office Mojo. Процитовано 27 січня 2014.
13. ↑  Ukraine Yearly Box Office. 2007 (англ.). Box Office Mojo. Процитовано 27 січня 2014.
14. ↑  Knocked Up: Awards (англ.). Internet Movie Database. Процитовано 27 січня 2014.